# Dia Internacional de la Democràcia
El 2007 l'Assemblea General de les Nacions Unides va resoldre a favor d'observar el 15 de setembre com a Dia Internacional de la Democràcia, amb el propòsit de promoure i mantenir els principis democràtics, i va invitar a tots els estats membres i organitzacions a commemorar el dia de manera apropiada per sensibilitzar el públic sobre el tema.

El preàmbul de la resolució va afirmar que:
| « | …mentre les democràcies comparteixen trets comuns, no hi ha cap model de democràcia i aquesta democràcia no pertany a cap país o regió... ...la democràcia és un valor universal basat en la lliure expressió del desig del poble a determinar els seus propis sistemes polítics, econòmics, socials i culturals amb la seva participació plena a tots els aspectes de la vida. | » |

## Context
El Setembre de 1997 la Unió Interparlamentària (UI) adoptà una Declaració Universal sobre la Democràcia. Aquesta declaració afirma els principis de la democràcia, els elements i l'exercici d'un govern democràtic i la democràcia en l'àmbit internacional.
Les conferencies internacionals sobre democràcies noves i restaurades (procés ICNRD) varen començar l'any 1988 amb la iniciativa de la Presidenta Corazón Aquino de les Filipines després de l'anomenada "Revolució del Poder Popular" que va enderrocar la dictadura de Ferdinand Marcos.
Inicialment un fòrum intergovernamental, el procés ICNRD desenvolupà en una estructura de tripartit amb la participació de governs, parlaments i la societat civil. La sisena conferència (ICNRD-6) que va prendre lloc a Doha, Qatar, al 2006 va reforçar la naturalesa de tripartit del procés i va concloure amb la declaració i el Pla d'Acció que reafirmà els principis i valors fonamentals de la democràcia.
Després del resultat de l'ICNRD-6, un consell d'assessors configurat per la presidenta del procés (Qatar) va decidir promoure un Dia de la Democràcia. Qatar va prendre iniciativa a l'hora de fer un esborrany de resolució de l'Assemblea General de les Nacions Unides i convocà consultes amb estats membres de l'ONU. Al suggeriment de l'IPU, el 15 de setembre (la data de la Declaració Universal sobre la Democràcia) va ser escollit com el dia en que la comunitat internacional celebraria anualment el Dia Internacional de la Democràcia. La resolució titulada "Suport de les Nacions Unides al sistema d'esforços de Governs per a promoure i consolidar democràcies noves o restaurades", va ser adoptada per consens el 8 de Novembre del 2007.